# Panellus fuscatus
Panellus fuscatus är en svampart som beskrevs av Corner 1986. Panellus fuscatus ingår i släktet Panellus och familjen Mycenaceae.   Inga underarter finns listade i Catalogue of Life.